# Nelson Palacio
Nelson Daniel Palacio Ruiz (Apartadó, 16 giugno 2001) è un calciatore colombiano, centrocampista dello Zurigo, in prestito dal Real Salt Lake, e della nazionale colombiana.

## Carriera

### Club
Palacio è cresciuto nel settore giovanile del Atlético Nacional dove è approdato all'età di sei anni. Nel 2020 è stato ceduto in prestito al Valledupar dove ha trascorso due stagioni in Categoría Primera B. Rientrato nel 2021, ha debuttato il 31 agosto contro le Águilas Doradas in Categoría Primera A e l'11 novembre ha realizzato la prima rete della sua carriera, in coppa contro il Deportivo Pereira.
Il 29 giugno 2023 è stato acquistato a titolo definitivo dal Real Salt Lake.

### Nazionale
Nel marzo 2023 ha ricevuto la prima convocazione con la nazionale colombiana. Ha debuttato il 24 dello stesso mese giocando gli ultimi minuti dell'amichevole pareggiata 2-2 contro la Corea del Sud.

## Statistiche
Statistiche aggiornate al 30 giugno 2023.

### Presenze e reti nei club
| Stagione                 | Squadra                  | Campionato               | Campionato | Campionato | Coppe nazionali | Coppe nazionali | Coppe nazionali | Coppe continentali | Coppe continentali | Coppe continentali | Altre coppe | Altre coppe | Altre coppe | Totale | Totale | Totale |
| Stagione                 | Squadra                  | Comp                     | Pres       | Reti       | Comp            | Pres            | Reti            | Comp               | Pres               | Reti               | Comp        | Pres        | Reti        | Pres   | Reti   |        |
| ------------------------ | ------------------------ | ------------------------ | ---------- | ---------- | --------------- | --------------- | --------------- | ------------------ | ------------------ | ------------------ | ----------- | ----------- | ----------- | ------ | ------ | ------ |
| 2020                     | Valledupar               | B                        | 18         | 0          | CC              | 2               | 0               |                    | -                  | -                  |             | -           | -           | 20     | 0      |        |
| 2021                     | Valledupar               | B                        | 16         | 0          | CC              | 3               | 0               |                    | -                  | -                  |             | -           | -           | 19     | 0      |        |
| Totale Valledupar        | Totale Valledupar        | Totale Valledupar        | 34         | 0          |                 | 5               | 0               |                    | -                  | -                  |             | -           | -           | 39     | 0      |        |
| 2021                     | Atlético Nacional        | A                        | 13         | 0          | CC              | 4               | 1               |                    | -                  | -                  |             | -           | -           | 17     | 1      |        |
| 2022                     | Atlético Nacional        | A                        | 37         | 1          | CC              | 2               | 0               | CL                 | 2                  | 0                  |             | -           | -           | 41     | 1      |        |
| 2023                     | Atlético Nacional        | A                        | 21         | 1          | CC              | 0               | 0               | CL                 | 5                  | 0                  | SC          | 1           | 0           | 27     | 1      |        |
| Totale Atlético Nacional | Totale Atlético Nacional | Totale Atlético Nacional | 71         | 2          |                 | 6               | 1               |                    | 7                  | 0                  |             | 1           | 0           | 85     | 3      |        |
| Totale carriera          | Totale carriera          | Totale carriera          | 105        | 2          |                 | 11              | 1               |                    | 7                  | 0                  |             | 1           | 0           | 124    | 3      |        |

### Cronologia presenze e reti in nazionale
| Cronologia completa delle presenze e delle reti in nazionale ― Colombia | Cronologia completa delle presenze e delle reti in nazionale ― Colombia | Cronologia completa delle presenze e delle reti in nazionale ― Colombia | Cronologia completa delle presenze e delle reti in nazionale ― Colombia | Cronologia completa delle presenze e delle reti in nazionale ― Colombia | Cronologia completa delle presenze e delle reti in nazionale ― Colombia | Cronologia completa delle presenze e delle reti in nazionale ― Colombia | Cronologia completa delle presenze e delle reti in nazionale ― Colombia |
| Data                                                                    | Città                                                                   | In casa                                                                 | Risultato                                                               | Ospiti                                                                  | Competizione                                                            | Reti                                                                    | Note                                                                    |
| ----------------------------------------------------------------------- | ----------------------------------------------------------------------- | ----------------------------------------------------------------------- | ----------------------------------------------------------------------- | ----------------------------------------------------------------------- | ----------------------------------------------------------------------- | ----------------------------------------------------------------------- | ----------------------------------------------------------------------- |
| 24-3-2023                                                               | Ulsan                                                                   | Corea del Sud                                                           | 2 – 2                                                                   | Colombia                                                                | Amichevole                                                              | -                                                                       | 90’                                                                     |
| Totale                                                                  |                                                                         | Presenze                                                                | 1                                                                       |                                                                         | Reti                                                                    | 0                                                                       |                                                                         |

## Palmarès

### Club

#### Competizioni nazionali
- Copa Colombia: 1

Atlético Nacional: 2021
- Campionato colombiano: 1

Atlético Nacional: 2022 (Apertura)
- Súper Liga: 1

Atlético Nacional: 2023